# Martha Issová
Martha Issová es una actriz checa, más conocida por haber interpretado a Ofka en la película Deti noci.

## Biografía
Es hija del director sirio Moris Issa y de la actriz checa Lenka Termerová; tiene un hermano, Filip Issa. Su tío es el director Michel Issa y sus primos son la actriz checa Klára Issová y el fotógrafo Salim Issa.
Estudió en el "State Conservatory" en Praga.
Sale con el director checo David Ondříček, con quien tiene una hija, Františka Ondříčková (27 de junio de 2012).

## Carrera
En 2008 dio vida a Ofka en la película Deti noci. En 2012 interpretó a Klára Brázdová en la serie Helena.

## Filmografía

### Series de televisión
| Año             | Título                | Personaje       | Notas                            |
| --------------- | --------------------- | --------------- | -------------------------------- |
| 2014 - presente | Ctvrtá hvezda         | Pavlínka        | 12 episodios                     |
| 2012            | Helena                | Klára Brázdová  | 14 episodios                     |
| 2008            | Soukromé pasti        | Hanka Masková   | episodio "Tri do páru"           |
| 2005 - 2008     | Dobrá ctvrt           | Katka Erhartová | 22 episodios                     |
| 2008            | Trapasy               | Klímová         | episodio "Kocárek"               |
| 2006            | Náves                 | Moka Vanecková  | 2 episodios                      |
| 2005            | Hop nebo trop         | Bohuna          | episodio "Na lyzích" - miniserie |
| 1995            | Kdyz se slunci nedarí | -               | episodio "Honza" - miniserie     |

### Películas
| Año  | Título    | Personaje  | Notas                                                                               |
| ---- | --------- | ---------- | ----------------------------------------------------------------------------------- |
| 2012 | Ve stínu  | Kvetinárka | junto a Ivan Trojan                                                                 |
| 2014 | Deti noci | Ofka       | junto a Jirí Mádl, Jan Dolanský, Kristýna Nováková, Lenka Termerová & Václav Helsus |

### Escritora
| Año  | Título                          | Notas     |
| ---- | ------------------------------- | --------- |
| 2011 | E.ON Energy Globe Award CR 2011 | escritora |

### Teatro
| Año  | Obra            | Personaje                  | Director (a) | Teatro          |
| ---- | --------------- | -------------------------- | ------------ | --------------- |
| 2009 | Debris          | Michelle                   | -            | Dejvice Theatre |
| 2008 | Idiot           | Aglaia                     | -            | Dejvice Theatre |
| 2008 | Oblomov         | Olga Sergeievna Iljinskaya | -            | Dejvice Theatre |
| 2005 | The Magic Flute | Pamima                     | -            | Dejvice Theatre |
| -    | Nahniličko      | Señorita                   | -            | Kalich Theatre  |

## Premios y nominaciones
| Año  | Categoría               | Premio                                         | Películas | Resultado |
| ---- | ----------------------- | ---------------------------------------------- | --------- | --------- |
| 2009 | Best Actress            | Czech Lion Award                               | Deti noci | Nominada  |
| 2008 | Best Supporting Actress | Czech Lion Award                               | Tajnosti  | Nominada  |
| 2008 | Best Actress            | Karlovy Vary International Film Festival Award | Deti noci | Ganadora  |